# مدينة الكويكب
مدينة الكويكب (بالإنجليزية: Asteroid City) هو فيلم كوميديا دراما رومانسي أمريكي لعام 2023 من تأليف وإخراج ويس أندرسون. الفيلم من بطولة تيلدا سوينتون، بيل موري، أدريان برودي، توم هانكس ومارجو روبي.

## روابط خارجية
- مدينة الكويكب على موقع IMDb (الإنجليزية)
- مدينة الكويكب على موقع ميتاكريتيك (الإنجليزية)
- مدينة الكويكب على موقع روتن توميتوز (الإنجليزية)
- مدينة الكويكب على موقع ألو سيني (الفرنسية)
- مدينة الكويكب على موقع فيلمافينيتي (الإسبانية)
- مدينة الكويكب على موقع قاعدة بيانات الأفلام السويدية (السويدية)
- مدينة الكويكب على موقع قاعدة بيانات الفيلم (الإنجليزية)
- مدينة الكويكب على موقع ليتربوكسد (الإنجليزية)
- مدينة الكويكب على موقع كينوبويسك (الروسية)